# (273377) 2006 UP331
2006 يو بي 331 (ويعرف أيضًا باسم (273377) 2006 يو بي 331 وفق تسمية الكوكب الصغير) (بالإنجليزية: 2006 UP331)‏ هو كويكب ضمن حزام الكويكبات؛ وترتيبه 273377 من حيث الاكتشاف.
اكتُشف هذا الجُرم الفلكي بواسطة ماسح جبل ليمون ‏ في 28 أكتوبر 2006.

## وصلات خارجية
- (273377) 2006 UP331 في قاعدة بيانات مختبر الدفع النفاث لأجرام النظام الشمسي الصغيرة

- الاكتشاف · مخطط المدار ·  العناصر المدارية · المعلمات المادية

- (273377) 2006 UP331 على موقع ويكي سكاي: DSS2, SDSS, GALEX, IRAS, Hydrogen α, X-Ray, Astrophoto, Sky Map, Articles and images